# Paratelmatobius cardosoi
Paratelmatobius cardosoi är en groddjursart som beskrevs av Pombal och Célio F.B. Haddad 1999. Paratelmatobius cardosoi ingår i släktet Paratelmatobius och familjen tandpaddor. IUCN kategoriserar arten globalt som otillräckligt studerad. Inga underarter finns listade i Catalogue of Life.